# Comté de Rutland
Le comté de Rutland, en anglais : Rutland County, est situé dans le sud-ouest de l'État américain du Vermont. Son siège de comté est la ville de Rutland. Selon le recensement de 2020, sa population est de 60 572 habitants. Il est baptisé en référence au Rutland, un comté d'Angleterre.

## Géographie

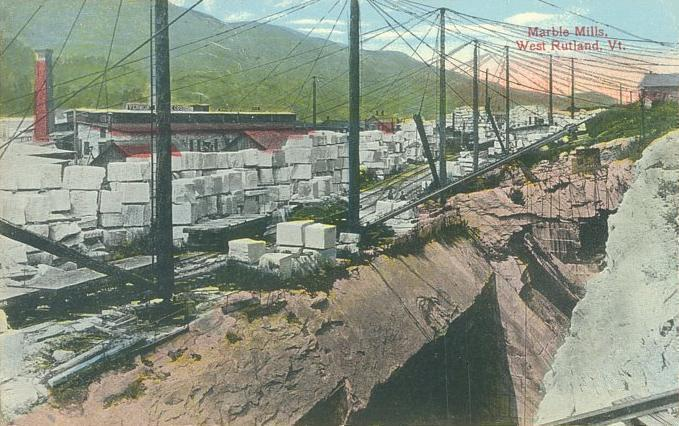
Les carrières de marbre à West Rutland en 1915.

La superficie du comté est de 2 447 km2, dont 2 415 km2 de terre. Le cours d'eau le plus important de la région est la rivière Otter, qui traverse le comté du sud vers le nord. ll y a quelques terres agricoles fertiles le long de la rivière Otter, mais une grande partie du comté est en altitude dans certaines parties montagneuses des Montagnes Vertes.

## Aires naturelles protégées
Le comté comprend deux parcs nationaux : une partie de la forêt nationale de Green Mountain et l'aire nationale de récréation de White Rocks.

## Histoire du comté

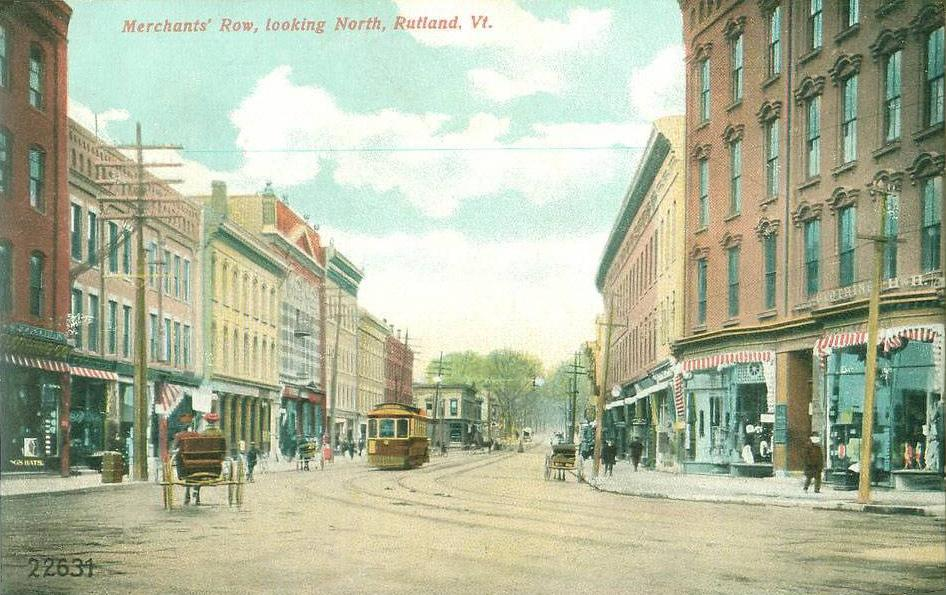
Rutland en pleine prospérité économique en 1907.

Au début du XIXe siècle, le comté se développe à partir du minerai de fer qui se trouve à la base des montagnes vertes et des carrières de marbre. Une grande partie de ce marbre est forgée et transportée par le chemin de fer arrivé en 1851. Ceci alimente la croissance industrielle de la principale ville du comté, Rutland qui devient la troisième ville d'importance du Vermont. La fermeture des carrières de marbre dans les années 1980 et 1990 élimine beaucoup d'emplois dans la région.

## Démographie
Lors du recensement de 2010, le comté comptait une population de 422 679 habitants. En 2017, la population est estimée à 547 545 habitants.
Le comté de Rutland est le deuxième comté le plus peuplé dans le Vermont, mais il est l'un des rares comtés du Vermont à avoir perdu des résidents entre les recensements de 2000 et 2010. Lors du recensement de 2000, il y avait 63 400 résidents alors qu'en 2010 leur nombre est de 61 642.
- sources du graphique des recensements[3],[4],[5]

## Politique fédérale
| Année | Démocrate     | Républicain   |
| ----- | ------------- | ------------- |
| 2008  | 61,2 % 19 355 | 36,7 % 11 584 |
| 2004  | 51,3 % 15 904 | 46,7 % 14 440 |
| 2000  | 47,7 % 13 990 | 46,1 % 13 546 |

## Comtés adjacents
|                               | Comté d'Addison     |                  |
| Comté de Washington, New York | comté de Rutland    | Comté de Windsor |
|                               | Comté de Bennington |                  |